# مها عبود باعشن
مها عبود باعشن كاتبة وشاعرة وفنانة تشكيلية سعودية، ولدت في القاهرة عام 1994م. حاصلة على شهادات في الطاقة والبرمجة اللغوية العصبية، والفنون التشكيلية وعلى عدة شهادات تقدير. أقامت عدة معارض وأمسيات شعرية. شاركت في الحوار الوطني التاسع لمركز الملك عبد العزيز للحوار الوطني. كتبت في عدة مجلات، وقد ترجمت أعمالها الأدبية إلى الإنجليزية والفرنسية.

## مؤلفاتها
- امرأة من الشرق (شعر)، دار صادر، بيروت، 2005.
- وضّاء (رواية)، دار صادر، بيروت، 2007.
- غربة روح وجسد (مجموعة قصصية)، دار المعارف، القاهرة، 2008.
- الجمال نداء خطير (شعر)، دار الهاني، بيروت، 2009.
- كتاب اسمه الحب (شعر)، دار الفارابي، بيروت، 2012
- الحب فوق سطح مرمرة (رواية)، دار الفارابي، بيروت 2012.
- همس مها (شعر)، دار الهاني، القاهرة 2014.
- أيامنا الحلوة (رواية)، مؤسسة جدة وأيامنا الحلوة، جدة 2015.
- على باب جدة (شعر). 2016.
- حكايات جنية. 2017.[2]
- محاكمة كورونا (رواية). 2021.[3]

## الجوائز
- جائزة الإنسان العربي من المركز العربي الأوروبي لحقوق الإنسان والقانون الدولي لمدينة أوسلو بالنرويج عن رواية «الحب فوق سطح مرمرة» 2012م.
- شهادة تقدير من المهرجان الوطني للتراث والثقافة بالجنادرية.
- تكريم من صالون الدكتور غازي الثقافي العربي بالقاهرة.
- تكريم من مؤسسة دار الهلال بالقاهرة 2012م.
- تكريم من المركز الثقافي التركي بالقاهرة 2013م.
- الفوز بجائزة الدكتور عبد الله باشراحيل الثقافية 2008.